# Edmond About
Edmond About (n. 14 februarie 1828, Dieuze⁠(d), Lorraine⁠(d), Franța – d. 16 ianuarie 1885, Quartier Saint-Georges⁠(d), Île-de-France, Franța) a fost un scriitor și academician francez.

## Biografie
În 1845 a devenit redactor al ziarului XIX-e Siècle. În 1884 a fost ales membru al Academiei franceze. A susținut România în 1878, în timpul diferendului cu Rusia referitor la cedarea celor trei județe din sudul Basarabiei. A vizitat România în 1883, relatându-și impresiile în lucrarea De Pontoise a Stamboul (1884).

## Opera
A publicat lucrări despre viața grecilor contemporani cu el:
- Grecia de azi, traducere de N. Pandelea, Biblioteca Minerva.
- De Pontoise a Stamboul (1884)